# Геймановское сельское поселение
Геймановское сельское поселение — муниципальное образование в Тбилисском районе Краснодарского края России.
В рамках административно-территориального устройства Краснодарского края ему соответствует Геймановский сельский округ.
Административный центр — станица Геймановская.

## Население
| 2010  | 2012  | 2013  | 2014  | 2015  | 2016  | 2017  |
| ----- | ----- | ----- | ----- | ----- | ----- | ----- |
| 2473  | ↗2494 | ↗2497 | ↘2481 | ↗2511 | ↘2503 | ↘2465 |
| 2018  | 2019  | 2020  | 2021  | 2023  |       |       |
| ↗2483 | ↗2494 | →2494 | ↗2521 | ↘2503 |       |       |

## Населённые пункты
В состав сельского поселения (сельского округа) входят 4 населённых пункта:
| № | Населённый пункт | Тип населённого пункта | Население (чел.) |
| - | ---------------- | ---------------------- | ---------------- |
| 1 | Геймановская     | станица                | ↘1695            |
| 2 | Дальний          | хутор                  | ↗550             |
| 3 | Дубовиков        | хутор                  | #Н/Д             |
| 4 | Советский        | хутор                  | ↘144             |